# Sigval Maartmann-Moe
Sigval Maartmann-Moe, född 23 maj 1921 i Kristiania, död där 7 juni 2010, var en norsk filmregissör och manusförfattare.
Maartmann-Moe regidebuterade 1951 med Dei svarte hestane som han regisserade tillsammans med Hans Jacob Nilsen. Debuten följdes av dokumentärfilmen Fakkelen til Oslo (1952), Polisen efterlyser (1955), Peter van Heeren (1957), Människor på flykt (1958) och Vår egen tid (1959). Till de tre sistnämnda skrev han även manus.

## Filmografi
- 1951 – Dei svarte hestane
- 1952 – Fakkelen til Oslo
- 1955 – Polisen efterlyser
- 1957 – Peter van Heeren
- 1958 – Människor på flykt
- 1959 – Vår egen tid